# 장승길 (외교관)
장승길(張承吉, 1948년 2월 1일~)은 미국으로 망명한 조선민주주의인민공화국의 외교관 출신 북한이탈주민이다.

## 생애
1948년 북한 평양에서 태어났다. 평양시에 위치한 김일성종합대학에서 아랍어과를 졸업하였다. 1976년부터 조선민주주의인민공화국 외무성에 입부하여 조선민주주의인민공화국의 외교관으로 일일했으며, 주로 아프리카, 아랍, 라틴아메리카국에서 일했다. 1994년에 주이집트 대사로 임명되어 3년 정도 이집트 카이로에서 근무하였다.
그러다가 아들 장철민의 행방이 묘연해진 가운데 별다른 소식이 없다가, 1997년 8월에 장승길 부부와 장승길의 형이자 프랑스 파리 주재 북한대표부 참사관이던 장승호는 아내와 함께 총 4명이 미국으로 망명했다.
이후 미국에서 가게를 운영하고 있다.

## 경력
- 외무성 아프리카, 아랍, 라틴아메리카국 부국장
- 아프리카, 아랍, 라틴아메리카국 중동담당 5국장
- 외무성 부부장[10]

## 참고 자료
- “장승길”. 조선향토대백과. 2010년 12월 31일.